# HŽ serija 7021
HŽ serija 7021 (nadimak Francuz) serija je komfornih dizelsko-električnih motornih vlakova Hrvatskih željeznica. Luksuzne dizelsko-električne motorne vlakove serije HŽ 7021 sagradila je tvrtka Brissonneau et Lotz u Francuskoj od 1970. do 1972. Jedna željeznička garnitura sastoji se od pet vagona (dijelova), i to od dvaju upravljačkih motornih vagona oznake 7021 (motorni vagoni, prvi i zadnji), dviju prikolica oznake 4021 i vagona s barom oznake 5021. Također postoji mogućnost spajanja dvije garniture u jednu željezničku kompoziciju.  Predviđeni su za prijevoz putnika na međugradskim relacijama i opremljeni sjedalima koja pružaju vrhunsku udobnost, klimauređajem, barom i opremom za praćenje TV programa.
U voznom parku Hrvatskih željeznica nalaze se tri garniture ovog dizelsko-električnoga vlaka. Danas ne sudjeluje u aktivnom prometu.

## Pogled iznutra
- Putnički dio
- Vozačka kabina

## Tehničke karakteristike
- Graditelj: Brissonneau et Lotz
- Godina izgradnje: 1970. – 1972.
- Sastav garniture: M + P +PB + P + M
- Osovinski raspored: Bo'Bo'+2'2'+2'2'+2'2'+Bo'Bo'
- Dieselov motor: MGO – V12 - BSHR
- Snaga Dieselova motora: 2 x 680 kE
- Maksimalna brzina: 120 km/h
- Masa: 233 t
- Duljina vlaka preko odbojnika: 127 m (garnitura)
- Širina sanduka vlaka: 2948 mm
- Broj sjedala: 204